# Ягідне (Зеленоградський район)
Ягідне (рос. Ягодное) — селище Зеленоградського району, Калінінградської області Росії. Входить до складу Красноторовського сільського поселення.
Населення — 52 особи (2015 рік).

## Населення
| 2002 | 2010 |
| ---- | ---- |
| 53   | ↘52  |